# Brahmacharya
Brahmacharya is het volgen van Brahman en staat voor een kuis, celibatair leven. Het wordt op verschillende manieren ingevuld.
Allereerst is het een celibate leerling die de Veda's bestudeert, wat later de eerste fase van het asrama-systeem werd. Brahmacharya is hierbij de fase, de leerling wordt brahmacarin genoemd.
Daarnaast werd het een van de meest belangrijke van de tien spiritueel-filosofische morele yogavoorschriften uit de yama en niyama, die een hulpmiddel of ondersteuning vormen voor spirituele groei. Brahmacharya in die zin werd voor het eerst in de Yogasoetra's van Patanjali beschreven als een van de vijf delen van yama. Bij brahmacharya worden alle persoonlijke handelingen en waarnemingen begeleid door een ideatie dat alles dat gedaan of waargenomen wordt feitelijk een uiting is van Brahman of de scheppende kracht van het centrale kosmische bewustzijn. Door deze mystieke ideatie verplaatst de spirituele aspirant zijn geestelijke zwaartepunt weg van het eigen ego en komt zo in een steeds hechtere toestand van heelheid.